# Vacqueyras
Vacqueyras (Vaqueiras in het Occitaans) is een gemeente in het Franse departement Vaucluse (regio Provence-Alpes-Côte d'Azur) en telt 1019 inwoners (2005). De plaats maakt deel uit van het arrondissement Carpentras.

## Geografie
De oppervlakte van Vacqueyras bedraagt 9,0 km², de bevolkingsdichtheid is 113,2 inwoners per km².

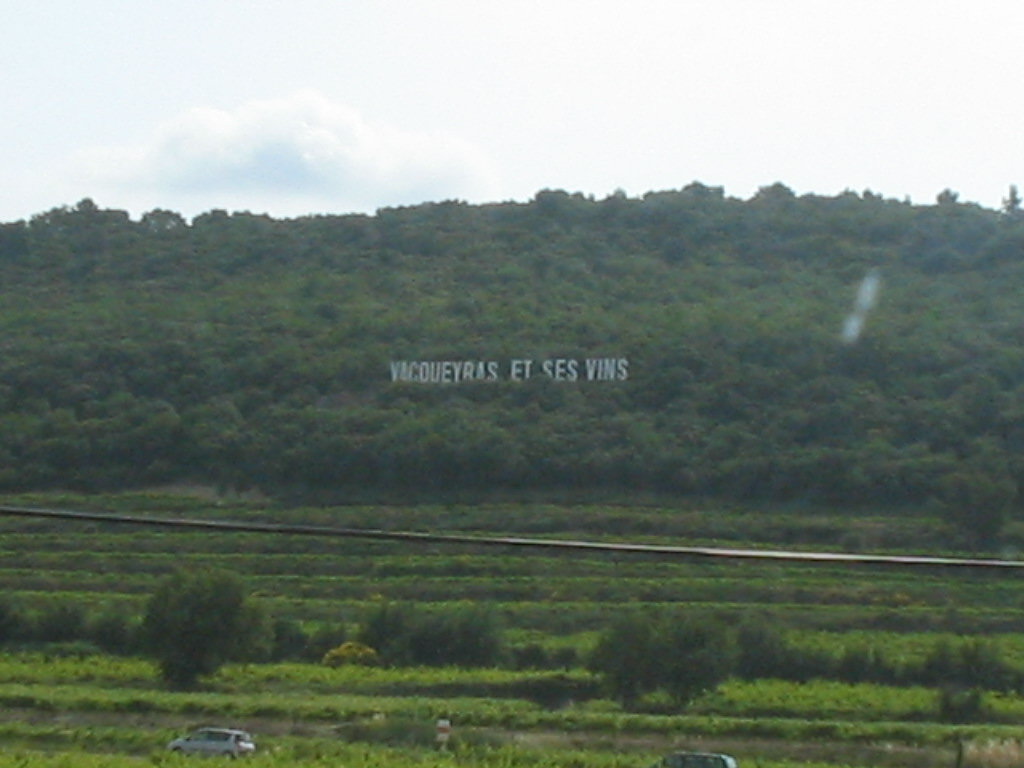
Wijnhellingen bij Vacqueyras

De onderstaande kaart toont de ligging van Vacqueyras met de belangrijkste infrastructuur en aangrenzende gemeenten.

## Demografie
Onderstaande figuur toont het verloop van het inwonertal (bron: INSEE-tellingen).

## Wijn
Vacqueyras staat bekend om zijn wijn. De wijn uit Vacqueyras heeft sinds 1990 zijn eigen Appellation d'Origine Contrôlée. Het betreft hier hoofdzakelijk (95%) rode wijn, gemaakt van de druivensoorten grenache noir, syrah, mourvèdre en cinsaut.

## Varia
De troubadour Raimbaut de Vaqueiras (ca. 1180 – 1207), de schrijver van het provençaalse lied Kalenda Maya, kwam oorspronkelijk uit deze plaats.